# Oxychilus atlanticus
Oxychilus atlanticus is een slakkensoort uit de familie van de Oxychilidae. De wetenschappelijke naam van de soort is voor het eerst geldig gepubliceerd in 1857 door Morelet & Drouet.